# Símbols del Futbol Club Barcelona
Els Símbols del Futbol Club Barcelona són aquells que identifiquen el conjunt culer. L'uniforme titular és blau-i-grana, colors presents en l'escut. Altres símbols reconeguts del club són l'himne, el lema Més que un club i la figura del CAT.

## Indumentària

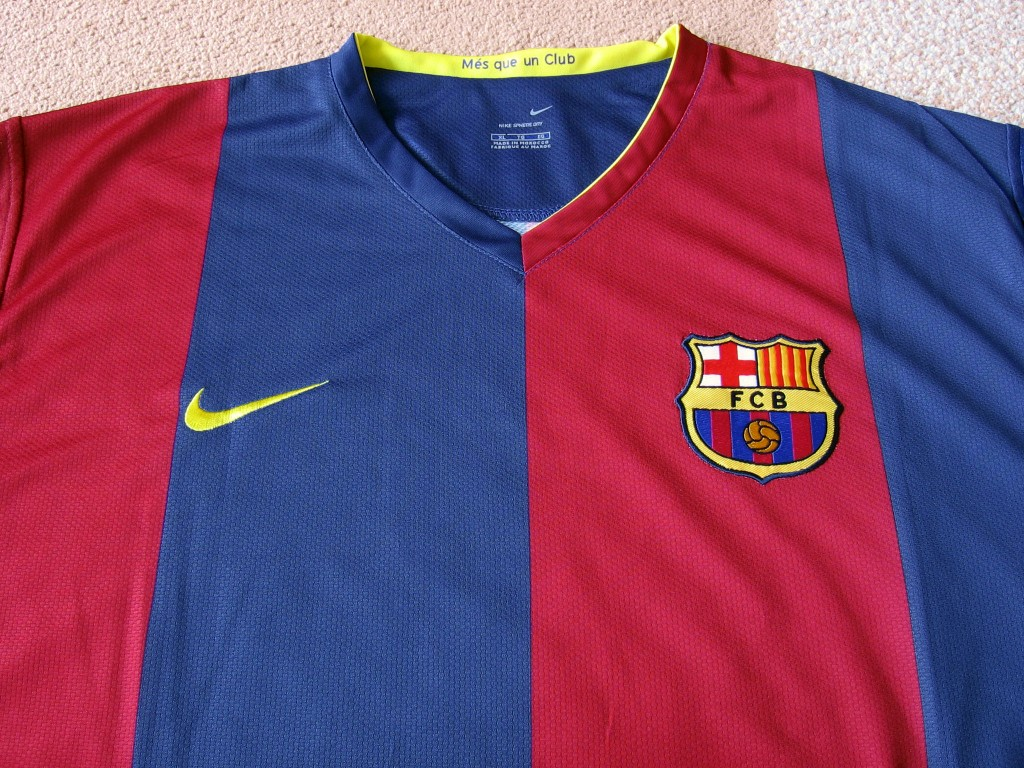
Samarreta amb els colors blau i grana tradicionals del club.

- Uniforme titular: Samarreta blau i grana a ratlles verticals, pantaló blau, mitjons granes.
- Uniforme alternatiu: Samarreta blanc, pantalon blau, mitjons blaus i vermells a ratlles horitzontals.
- Tercer uniforme: Samarreta turquesa, pantalon turquesa, mitjons turqueses.

El club defensa la teoria que els colors provenien de l'equip de rugbi de Merchant Taylor (Crosby, Liverpool), escola on van estudiar Arthur i Ernest Witty, que es van incorporar després de la fundació del club.
Hi ha diverses versions sobre l'origen i el motiu pel qual es van escollir els colors històrics en la seva samarreta. La versió més coneguda és la que assenyala que va ser Joan Gamper, el fundador del club, qui en va decidir els colors. En el primer partit que va jugar Gamper a Barcelona, abans de la fundació del club, ja va usar un casquet amb els colors blau i gran, escollint aquestes tonalitats perquè són els colors del FC Basel, equip suís en el qual es creia que Gamper havia jugat en el passat. Algunes especulacions històriques també han tingut en compte que el blau i el grana eren els colors de l'escut del Cantó de Ticino suís, on residia Rosa Gamper, la germana de Joan. Unes altres versions proposades sostenen que l'elecció va estar motivada perquè un dels assistents a la reunió fundacional exhibia entre els seus dits un llapis de comptabilitat amb els clàssics colors blau i vermell i que, mancant unes altres propostes, algú es va fixar en el llapis i va proposar aquells colors. Una quarta versió situa l'origen en el fet que la mare d'un dels primers jugadors, la Sra. Comamala, va repartir unes faixes blaves i granes entre els futbolistes, la qual cosa va induir a escollir definitivament els colors blau i grana. La darrera hipòtesi que indica que els colors provenen de Heidenheim, el poble natal d'Otto Maier del sud d'Alemanya, un dels fundadors del Club.
Durant els primers deu anys, la samarreta era meitat blau marí i meitat grana, les mànigues amb els colors invertits i els pantalons blancs, tot i que també hi ha constància d'algun partit jugat amb pantaló fosc. A la temporada 1909-1910 es van introduir les franges verticals blava i grana; cap a 1913 els pantalons van passar a ser negres i set anys després blaus, indumentària que ja seria definitiva, amb lleus variacions segons les èpoques en el gruix i nombre de franges verticals i en la intensitat i tonalitat del blau i del grana.
En els primers anys, el Barça utilitzà unes camises mig blaves i mig grana, i posteriorment s'imposaren les ratlles blau-granes verticals, l'amplària de les quals ha variat al llarg de la història. Només els equips de les seccions de bàsquet, rugbi i atletisme han lluït en algunes èpoques ratlles blau-granes horitzontals. Amb motiu del centenari, el primer equip de futbol adoptà una samarreta similar a la dels primers temps, meitat blava i meitat grana. Pel que fa als pantalons, en els primers temps foren de color blanc fins a 1913, en què se substituïren pel color negre. Des dels anys vint fins a l'actualitat, el Barça ha portat sempre els pantalons de color blau. La temporada 2005-06 els pantalons dels primers equipaments de totes les seccions del Barça van passar a ser de color grana, trencant així una tradició de gairebé noranta anys d'història.
|                                                                      |                  |                  |
| \| 1899-1910 (primera)[3] \| (Veure evolució) \| 2025-26 (actual) \| |                  |                  |
| 1899-1910 (primera)                                                  | (Veure evolució) | 2025-26 (actual) |

## Escut
L'equip jugava en els seus orígens amb l'escut de Barcelona, caironat amb quatre quarters, amb una ratapinyada damunt un corona, i era envoltat per dues branques, una de llorer i una altra de palmera. L'escut propi de l'entitat neix del concurs públic que instituí l'entitat el 1910, que va guanyar el disseny de Santiago Femenia. El suggeriment de Femenia es va convertir en l'escut que llueix avui el club, amb algunes petits variacions. L'escut consta de la Creu de Sant Jordi a la part superior esquerra amb la bandera catalana al costat, i els colors de l'equip a la part inferior.

## Bandera

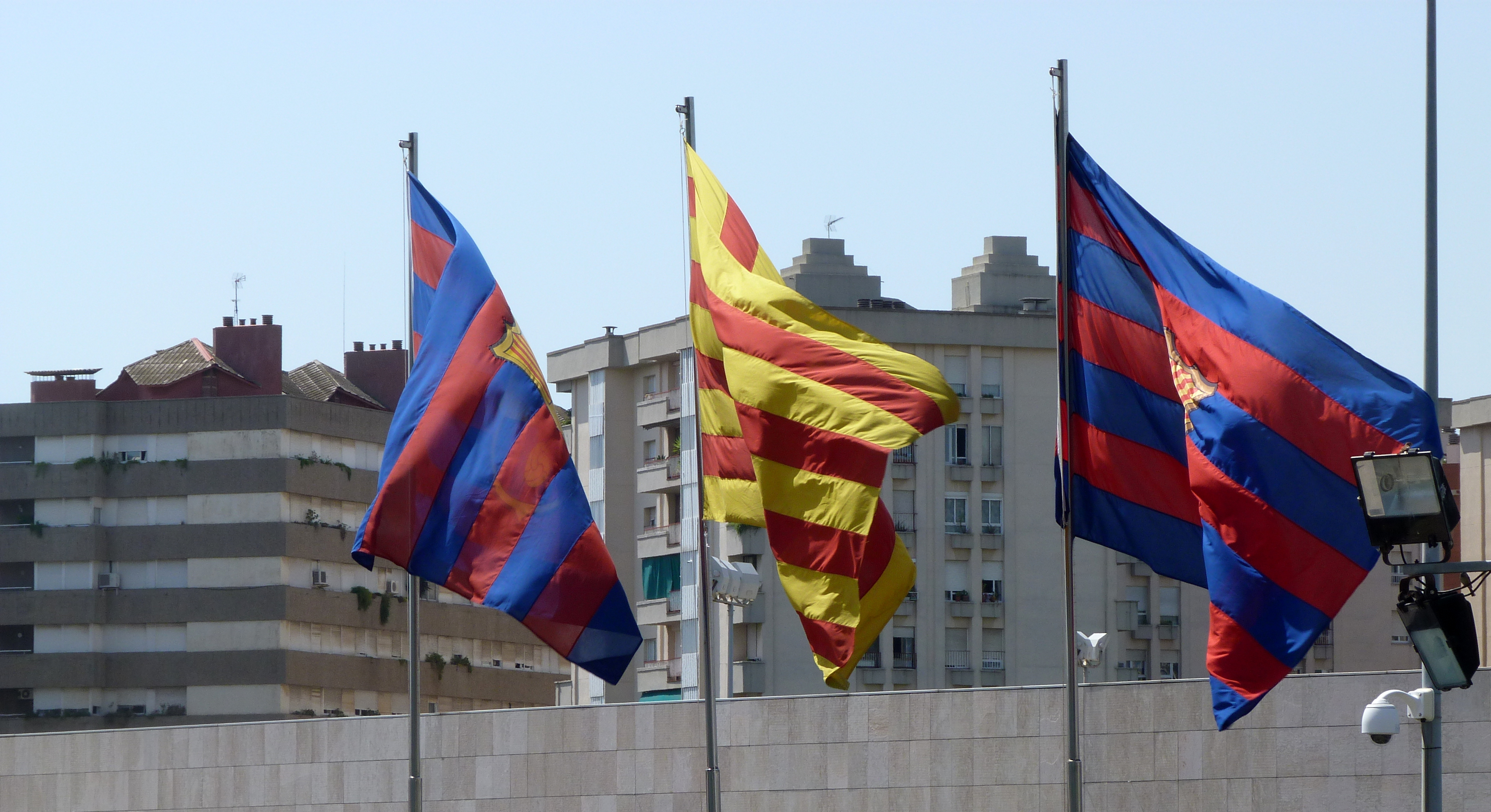
La bandera del club a la dreta i a l'esquerra..

La bandera del Futbol Club Barcelona, és una bandera amb el fons blau i tres barres horitzontals roges, amb l'escut de l'entitat, al centre. Les proporcions de la bandera són 2:3.

## Himne
Al llarg de la seva història, el club ha tingut diverses himnes oficials. L'actual himne oficial, també anomenat Cant del Barça, va ser creat i estrenat l'any 1974, amb motiu dels actes del 75è aniversari del club. La lletra fou escrita per Jaume Picas i Josep Maria Espinàs, i la música és de Manuel Valls Gorina. La versió oficial és interpretada per la Coral Sant Jordi.
Amb motiu dels actes del centenari del club, el cantautor Joan Manuel Serrat el va interpretar en directe, sobre la gespa del Camp Nou.

## Càntics
En els partits, els aficionats del club canten càntics com "Barça, Barça, Barça...", "Barcelona alé, alé, alé", "Alé alé, alé alé, Força Barcelona alé", "Ser del Barça és el millor que hi ha", "Blaugrana són els colors".

## Lema
L'eslògan més conegut de l'entitat és Més que un club. És el seu paper d'ambaixador i defensor de la cultura i la llengua catalanes i les actuals tasques de solidaritat i d'ajuda social a infants desfavorits realitzades arreu del món. Tot plegat, coordinat i realitzat mitjançant la Fundació Futbol Club Barcelona, entitat que des del 2006 rep el 0,7% dels ingressos ordinaris del club per tal d'impulsar els programes i projectes socials.

## Mascota

### Avi del Barça
L'Avi del Barça o l'Avi Barça és un personatge creat pel dibuixant Valentí Castanys que simbolitzava el club. L'Avi del Barça va fer la seva primera aparició el 29 d'octubre de 1924 a la revista Xut!. En homenatge a aquesta figura, se'n col·locà una escultura al recinte de La Masia, obra de Josep Viladomat. Vesteix amb samarretes del Barça de la dècada del 1960 i la dècada del 1970 i uns pantalons també antics. També porta sempre la tradicional barretina i una bandera del Barça.

### Clam
Per a la celebració del centenari es va crear una efímeres nova mascota, Clam, figura humà borni, creat per l'historietista i il·lustrador Max.

### CAT

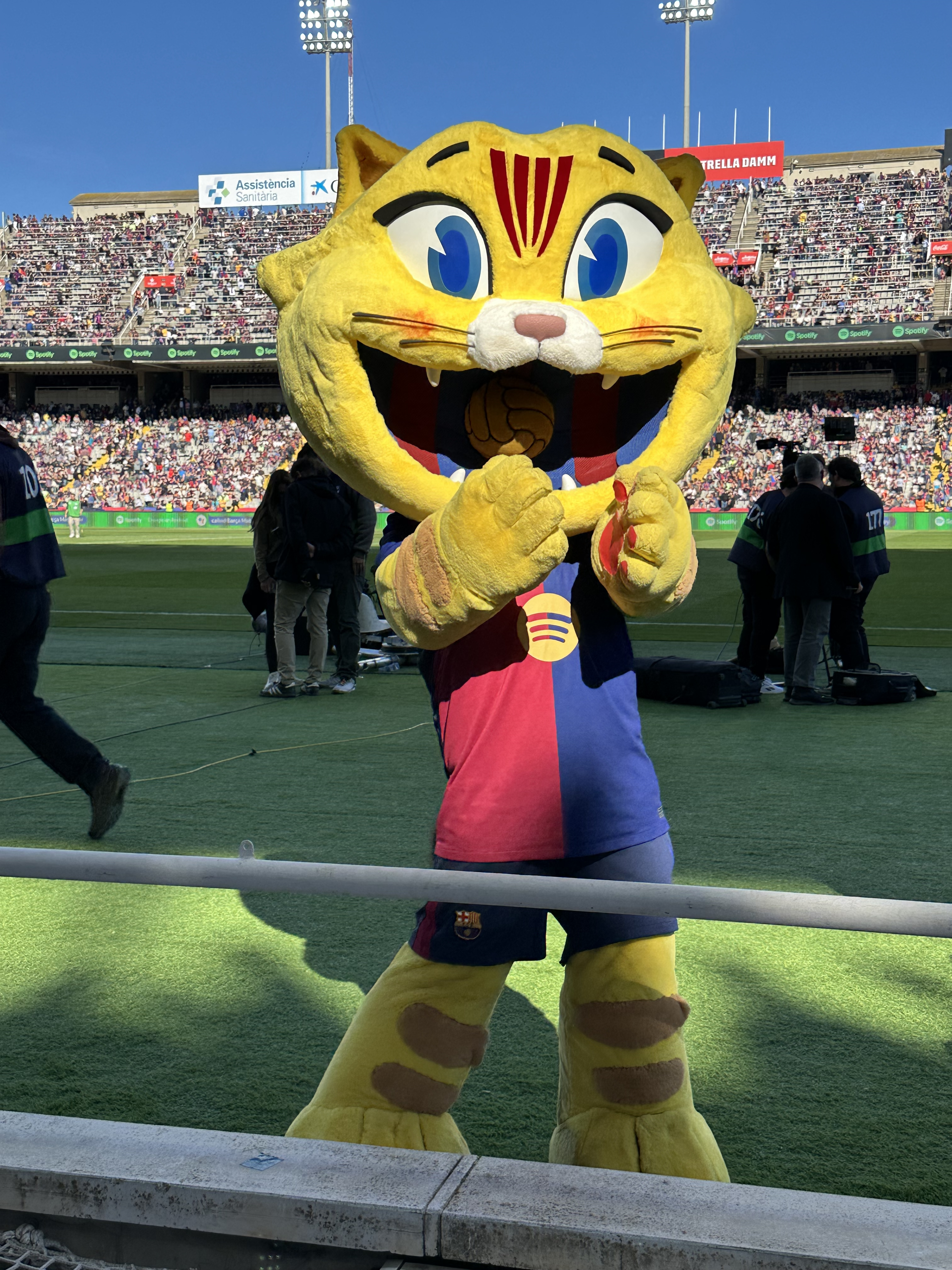
CAT, la mascota del FC Barcelona

El 29 de novembre de 2024, el FC Barcelona va celebrar el seu 125è aniversari al gala de Liceu amb la presentació d'una nova mascota: el CAT, un personatge lúdic i expressiu sense gènere definit inspirat derivat del mot Catalunya. Va ser dissenyat pel Jordi i Carlos Grangel, de Grangel Studio, que també va col·laborar amb DreamWorks Animation, Sony Pictures, i Universal Pictures.
El CAT encarna els valors bàsics del Barça: creativitat, inclusió i passió. Es tracta d'una gat salvatge (un felí autòcton a Catalunya) vestida amb els colors del club i el seu escut, i té cara del gat associat amb l'escut del Barça. Doncs simbolitza la identitat catalana amb les quatre franges vermelles de la bandera catalana. El CAT no només jugarà un paper permanent durant els esdeveniments, sinó que també estarà actiu a les xarxes socials com Instagram i TikTok. En col·laboració amb l'ONCE, té el Barça
una versió tàctil de la mascota desenvolupat per a persones cegues i amb discapacitat visual, emfatitzant amb la qual el club seva dedicació per la inclusió i l'accessibilitat.

## Sobrenoms

### Blaugrana

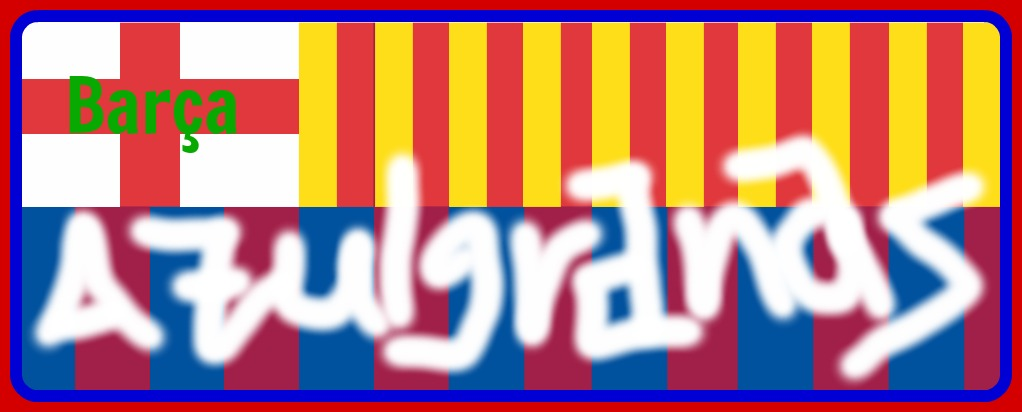
La bandera de l'aficionats del Futbol Club Barcelona amb escrit en ell un dels sobrenoms de l'equip en castellà (Azulgranas) a més del famós sobrenom del club (Barça)

En referència als seus colors oficial per a la seva samarreta, que són blau i grana, tal com apareix al seu himne, el Cant del Barça, el qual esmenta «som la gent blau-grana».

### Barça
El Barça (abreviació de la pronúncia de Barcelona en català) és el nom amb què es coneix familiarment el Futbol Club Barcelona des de la segona dècada del segle xx.
El mot 'Barsa', sense ç, apareix per primera vegada en l'Auca Història del Barcelona amb lletra i ninots de broma de dibuixant Jaume Passarell, que es va publicar el 8 de desembre de 1921 com una edició especial anunciada pel setmanari La Jornada Deportiva.
Es va publicar per segona vegada, primera amb la grafia correcta, el 30 de novembre del 1922, a la revista Xut! al número 2 pàgina 7:
| «                                                    | Als jugadors de postín del 'Barça' la Junta els ha fet ofrena d’unes targetes de visita amb el seu nom i l'escut del club campió a la banda de dalt, a mà esquerra | » |
| — Revista Xut! (30 de novembre del 1922) núm. 2 p. 7 | |   |

Va ser utilitzat pels mitjans de comunicació als anys seixanta. Es va institucionalitzar al club a partir de mitjans de la dècada dels cinquanta. Incloent-hi: aparició el 1955 de la revista 'Barça'; Himne a l'estadi que, estrenat el 1957 en ocasió de la inauguració del Camp Nou, amb lletra de Josep Badia:
Barça! Barça! Barça!

és el crit que pels aires pregona

l'esperit i la glòria del Club.

Barça! Barça! Barça!

és el crit que en els cors agermana

el Passat, el Present i el Futur.
utilitzar en cartell de les Noces de Platí del FC Barcelona de Joan Miró; l'actual himne el aquell mateix any 1974:
Tenim un nom, el sap tothom:

Barça, Barça, Barça!
Com que aquest equip de futbol és un símbol de la ciutat de Barcelona, aquesta paraula s'ha associat amb tota la ciutat, tot i que és equivocat utilitzar Barça per referir-se a la ciutat en si; en canvi, s'hauria d'utilitzar Barna.

### El més fort sobre terra[calcitació]
Des que Pep Guardiola es va fer càrrec, el Barcelona ha reforçat molt el control de la pilota i les tàctiques de passada a terra (tiquitaca).
Quan el Barcelona va guanyar una darrera l'altra diverses competicions del món del futbol, aquest sistema tàctic semblava convertir-se en la marca registrada de Barcelona. Mitjans de comunicació i aficionats de tot el món van començar a anomenar Barcelona "El més fort sobre la Terra" per mostrar la seva admiració.

### Equip univers[calcitació]
Aquest títol prové del fet que l'anunci al pit de la seva samarreta és el logotip del globus terrestre d'UNICEF, i de la gran actuació durant la temporada 2008-12 quan Pep Guardiola va ser entrenador.
Com que el Barcelona és tan poderós en el futbol mundial, derrotar el Barcelona s'ha convertit en un objectiu important per a altres equips.
En el futbol europeu, durant la temporada 2008-2012 quan Guardiola entrenava el Barcelona, derrotar el "Equip univers" equivalva a defensar la terra.

## Influència en altres clubs
De la mateixa manera que els actuals colors blaugrana són influenciats per FC Basel, també el club català ha jugat un paper rellevant a la història d'altres entitats.

### Barcelona Sporting Club

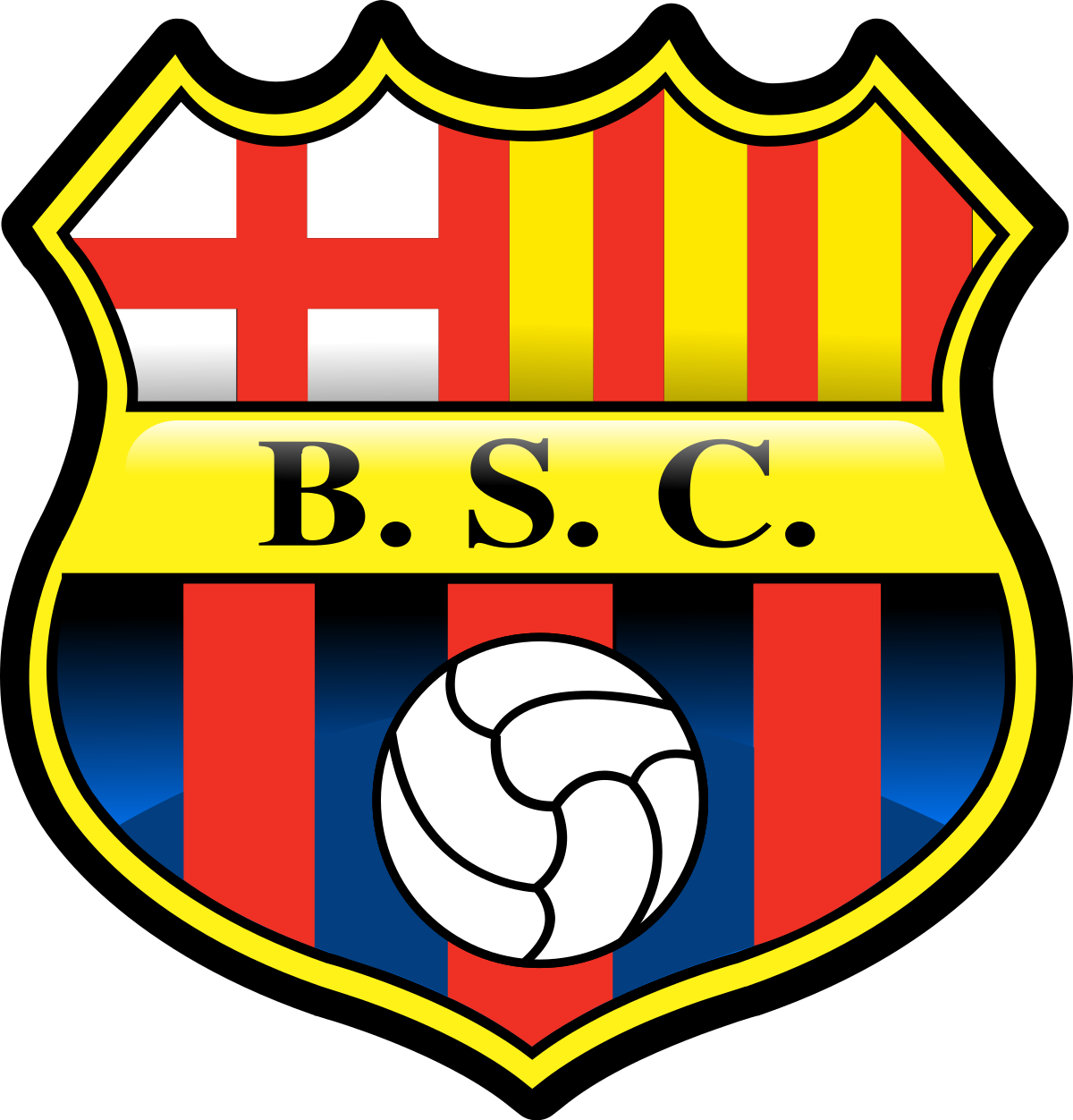
L'escut actual del Barcelona Sporting Club, semblant al del FC Barcelona

L'escut de Barcelona Sporting Club prové del que feia servir el Futbol Club Barcelona d'Espanya en els anys 1899 fins a 1910, encara que sense els tenantes o suportants als costats. L'any 1955, l'equip va adoptar el seu escut actual, semblant al del FC Barcelona, igual que el nom dels dos clubs.

#### Querella contra el Barcelona Sporting Club
L'any 2013, Sandro Rosell, president del club, va presentar una querella contra el Barcelona Sporting Club de Guayaquil per l'ús comercial de la seva marca. Després d'un any de processal, l'Institut Equatorià de la Propietat Intel·lectual va publicar que els dos clubs havien arribat a un acord perquè les dues marques Barcelona convisquin a l'Equador.

### Crystal Palace Football Club
Quan el Crystal Palace es va constituir l'any 1905, el seu colors originals van ser granat i blau des d'Aston Villa. El 1973, el gerent Malcolm Allison va canviar la imatge del club, canviant la samarreta per una de ratlles verticals vermelles i blaves, inspirada en la del FC Barcelona.

### Forest Green Rovers Football Club
L'escut anterior del Forest Green Rovers (2009-2011) era molt semblant a l'escut del FC Barcelona. La bandera de Sant Jordi va aparèixer als dos escuts, mostrant els seus vincles amb Anglaterra, així com el Barcelona amb Catalunya.

### Unione Sportiva Sassuolo Calcio
Almenys des de 2001 l'Unione Sportiva Sassuolo Calcio de la ciutat de Sassuolo, Emília-Romanya, utilitza un escut molt semblant al del Barça, amb els símbols propis de la població italiana i els colors verd i negre de la seva equipació.

### FC Barsa Sumy
El naixement i nom del FC Barsa Sumy.

### Penya Femenina Barcelonista i Club Femení Barcelona
Selecció Ciutat de Barcelona, –posteriorment Penya Femenina Barcelonista (1971)–, embrió del Barça femení van començar a rebre ajuts econòmics i de material per part del FC Barcelona, presidit aleshores per Agustí Montal i Costa. Aquest dirigent va accedir a patrocinar l'equipamb la premissa en un futur d'incorporar-lo a l'estructura del club sempre i quan tingués èxit. Sí que van poder portar llavors els colors blaugrana de l'entitat barcelonista, encara que sense l'escut. El 29 de novembre de 1983 es canvia el nom a Club Femení Barcelona, que feia servir els colors, distintius i instal·lacions del entidad blaugrana, tot i que sense ser-ne una secció oficial, hasta que el FC Barcelona Femení passa a ser secció oficial del club en 2002.

### CD Comtal, Atlètic Catalunya i Barcelona Atlètic
El primer d'agost del 1934 es fundà la SD Espanya Industrial (que vestia colors blanc-i-blaus), com a secció esportiva de la factoria del mateix nom. L'any 1945 es convertí en filial del FC Barcelona.
Abans de començar la temporada 1956-57, coincidint amb l'ascens a primera, l'Espanya Industrial es va desvincular del Barça i canvia el seu nom pel de CD Comtal. L'equip jugava a Les Corts, i portava samarreta blava amb dues franges diagonals blanques.
El 1965 neix l'Atlètic Catalunya, successor del Fabra i Coats, després d'estrènyer llaços amb el Barcelona. L'equip canvià l'uniforme per un de blau-grana, amb les franges més estretes que les del Barça i pantaló blau. El Comtal canvià també el seu uniforme, vestint de blau-grana entre el 1968 i el 1970.
L'estiu del 1970 el FC Barcelona decideix la fusió del CD Comtal i de l'Atlètic Catalunya, i així neix el Barcelona Atlètic. Va mantenir els colors blaugrana a l'uniformei i va adoptar l'escut que lluïa el CD Condal, adoptat al seu torn del FC Barcelona.

### Unió Esportiva Olot
Fou cap a l'any 1902 quan es va començar a practicar el futbol a Olot de la mà de Joaquim Peris de Vargas, un futbolista i posterior president del Futbol Club Barcelona. L'estiu de 1912, ell i Joan Gamper, el fundador del club barceloní, impulsen la pràctica del futbol, resultant en la creació de l'Olot Deportivo, amb equipació blanca, el 18 d'agost de 1912. Durant les Festes del Tura del mateix any, es va presentar l'equip a la ciutat amb un partit amistós contra el FC Barcelona.
Gràcies a nombroses vagues generals a Catalunya i l'inici de la Primera Guerra mundial, havia desaparegut cap al 1916.
La UE Olot es constitueix ja avançat l'any 1921 amb el nom d'Olot Foot-ball Club. Va començar jugant amb una equipació similar a la del FC Barcelona, perquè els seus fundadors tenien lligams amb el club de la capital, però van haver de deixar de lluir els colors blau i grana des de l'any 1939 perquè la dictadura franquista volia esborrar totes les referències al FC Barcelona i al catalanisme. Per això, va adoptar una indumentària senzilla, formada pels colors blanc i negre. El 1956, va poder tornar a jugar de blau i grana, però sense incloure barres d'aquests colors a la samarreta, sinó jugar amb una samarreta vermella, pantalons blaus i mitjons vermells o blaus. A grans trets, l'equipació de l'Olot no ha canviat d'ençà aquell any.
El primer escut va ser creat durant la fundació del Club l'any 1921 i va ser inspirat a l'escut del FC Barcelona, no només per la seva forma, sinó també pels elements a l'interior de l'escut. Va ser format per una senyera, element de la bandera d'Olot i símbol de Catalunya i la catalanitat, a la part alta esquerrana; una ala, símbol de la ciutat d'Olot i present al seu escut, a la part alta dretana; el nom del Club en aquell moment, Olot F.C., a la part central; una pilota, indicant el caràcter esportiu del Club, a la part baixa esquerrana; i barres blaves i granes, els colors del Club, a la part baixa dretana.

### Unió Esportiva Poblera

#### Escut
L'escut actual del Poblera no ha canviat a grans trets de la seva fundació l'any 1935. Basant-se en l'escut del FC Barcelona, màxima font d'inspiració de la primera directiva poblera, es va dissenyar un escut que constava de quatre parts:
- la part superior esquerrana, que disposava d'un grif blanc sobre un fons vermell. Actualment, el grif és groc i el fons és verd. Aquesta imatge és una referència a l'escut oficial de la vila de sa Pobla.
- la part superior dretana, que consistia d'una senyera de quatre barres, símbol de Mallorca i les Illes Balears, tot i que també apareix a la bandera oficial de sa Pobla. Durant el franquisme, el Club ha hagut de canviar aquesta imatge al seu escut, idò va optar per treure dues barres grogues. Mai es va recuperar la senyera sencera.
- la part central, que és formada pel nom oficial del Club. Al llarg dels anys, els colors del nom i del fons han variat, fins que el 2011 es va adoptar un escut amb la lletra blanca i el fons blau marí.
- la part baixa, que sempre ha consistit d'un total de cinc barres amb els colors del club, blau marí i carmí, i una pilota, que representa l'esperit esportiu del Club.

### Club Esportiu Manacor
De la seva fundació l'any 1923 fins al 1935, el Club Esportiu Manacor va jugar amb una indumentària blaugrana, basada en la del FC Barcelona.

### Sociedad Deportiva Eibar
Els tradicionals colors blaugrana es van inaugurar la temporada 1943-44, quan la Federació Guipuscoana de Futbol va cedir als eibarresos una equipació completa del FC Barcelona. Tot i això, la bandera de la localitat també té aquests colors.

### Sociedad Deportiva Huesca
La seva primera equipació és blaugrana perquè els seus fundadors simpatitzaven amb el Barça.

### Monagas Sport Club
Els colors de l'uniforme del Monagas Sport Club són el blau i el granat. L'uniforme i l'escut es basen en gran part en els del FC Barcelona. Aquests colors van ser proposats per Francisco "Paco" Espinoza, exvicepresident del club, el 1988.

## Identitat corporativa
La família tipogràfica corporativa triada pel club és el FC Barcelona Play.